# کیما رومی (لیما-جونین)
کیما رومی (به اسپانیایی: Kima Rumi) یک کوه در پرو است که در Peru, Lima Region, Junín Region واقع شده‌است. کیما رومی ۴٬۶۰۰ متر بالاتر از سطح دریا واقع شده‌است.